# ГЕС Голлефорсен
ГЕС Голлефорсен — гідроелектростанція у центральній частині Швеції. Розташована між ГЕС Stadsforsen (вище по течії) та ГЕС Jarkvissle, входить до складу каскаду на одній з найважливіших річок країни Індальсельвен (знаходиться на ділянці її нижньої течії після виходу з озера Стуршен).
У межах проєкту річку перекрили греблею висотою 41 метр. Інтегрований у неї машинний зал  обладнали трьома турбінами типу Каплан, які станом на середину 2010-х років мають загальну потужність 151 МВт. Це обладнання працює при напорі у 25 метрів та повинне забезпечувати виробництво понад 0,7 млрд кВт·год електроенергії на рік.